# Publish-subscribe

Schéma de principe du mécanisme publish-subscribe

Publish-subscribe (littéralement : publier-s’abonner) est un mécanisme de publication de messages et d’abonnement à ces derniers dans lequel les diffuseurs (publisher, littéralement éditeurs) ne destinent pas a priori les messages à des destinataires (subscriber, littéralement abonné). À la place, une catégorie est associée aux messages émis sans savoir s’il y a des destinataires. De la même manière, les destinataires s’abonnent aux catégories les intéressant et ne reçoivent que les messages correspondant, sans savoir s’il y a des diffuseurs. 

## Principe
Les messages sont classés par catégories (ou classes de messages) auxquelles les destinataires s’abonnent (subscribe).
Ce mécanisme peut, entre autres, permettre de mettre en place des publications de brèves et articles, des abonnements à des flux d’information, des uplets, des marque-pages partagés, des systèmes d’enchères et d’échanges, des catalogues en ligne, des systèmes de flux de travaux ou encore des notifications événements.
Il existe diverses mises en œuvre de publish-subscribe, par exemple une API pour Python.